# Darau
Darau (arab. دراو) – miasto w Egipcie, w muhafazie Asuan. W 2006 roku liczyło 38 400 mieszkańców.